# Vincenzo Portico
Vincenzo Portico, anche Dal Portico (Lucca, 4 marzo 1520 – Roma, 1590) è stato un arcivescovo cattolico e diplomatico italiano.

## Biografia
Nato a Lucca da Girolamo, presi gli ordini minori, cominciò la carriera ecclesiastica come protonotario apostolico e nunzio apostolico in Polonia, nominato da papa Pio V il 18 febbraio 1568. Dovette curare i rapporti tesi col re polacco Sigismondo Augusto di Polonia partecipando alla dieta di Lublino, con l'unione del granducato di Lituania ed il regno polacco e l'applicazione della Rzeczpospolita. Supervisionò una riforma degli ordini monastici nel regno, spingendo il sovrano ad ammettere il primo monastero gesuita dl paese.
Tornato a Roma fu nominato governatore della città per la Santa Sede il 30 ottobre 1581, ma una serie di tumulti indusse il papa Gregorio XIII a spostarlo come vicegerente, poi governatore di Campagna e Marittima. Già nel 1575 lo nominò arcivescovo titolare di Ragusa di Dalmazia, ma si dimise nel 1579.
Morto nel 1590, fu sepolto a Lucca, nella chiesa di San Romano. Ebbe un fratello di nome Sebastiano, anch'egli arcivescovo.